# Fujiwara no Morosuke

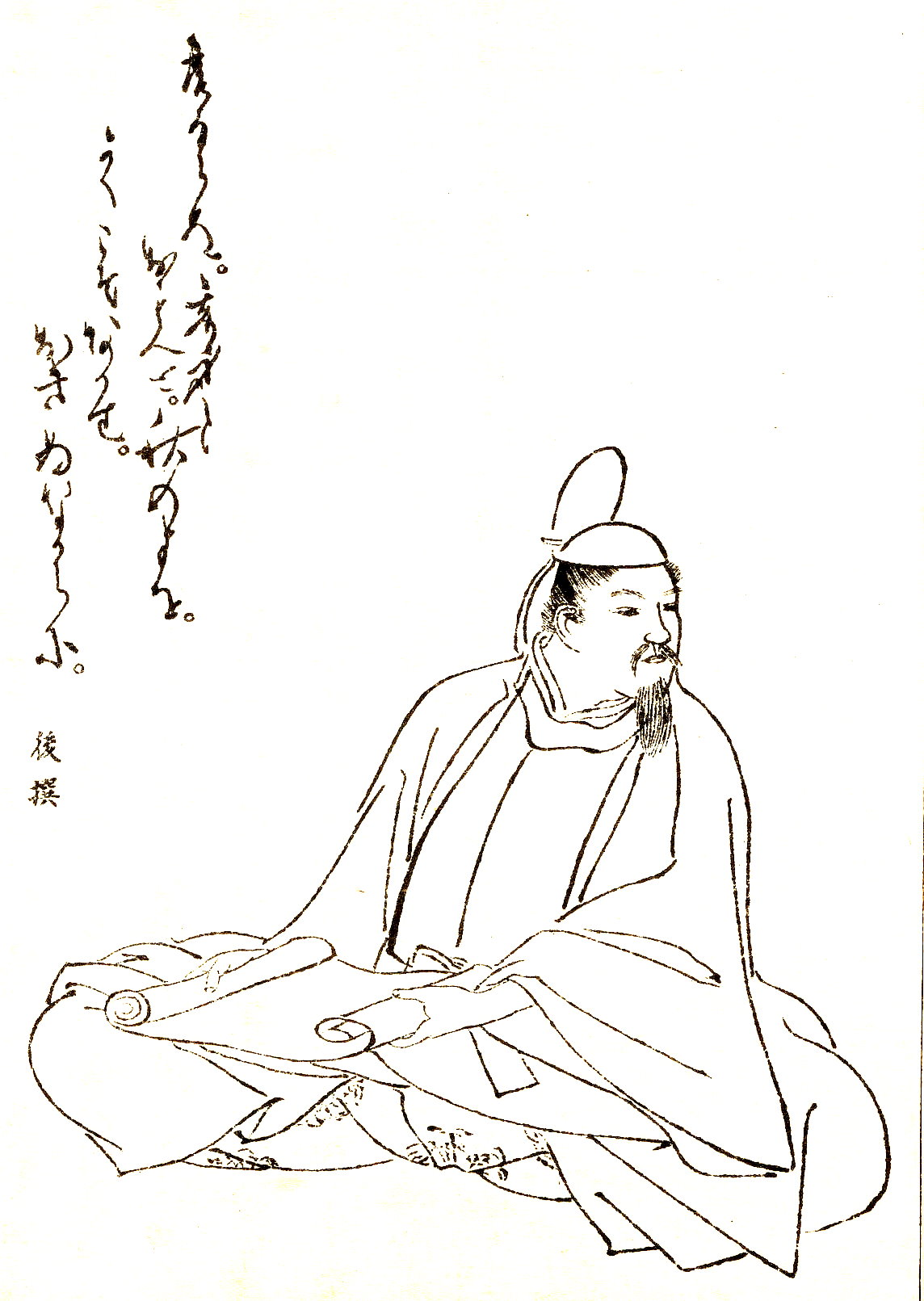
Fujiwara no Morosuke. Zeichnung von Kikuchi Yōsai

Fujiwara no Morosuke (japanisch 藤原 師輔; * 908; † 960, auch bekannt als Kujō Morosuke). Morosukes Vater war Fujiwara no Tadahira (880–949). Morosuke war der Gründer des Fujiwara-Zweiges Kujō-ryū, aus dem später die Familie Kujō abstammte. Er war Vater von  Fujiwara no Kaneie.
Im Jahre 959 finanzierte Kujo Morosuke den Bau eines Gebäudes, das später der berühmte Kitano-Schrein in Kyōto werden sollte.
Morosuke gelang es, seine Tochter Anshi (安子, auch Yasuko gelesen) an Kaiser Murakami zu verheiraten. Ihre Söhne wurde die Kaiser Reizei (967–969) und En’yū (969–984).
| Personendaten    | Personendaten                      |
| ---------------- | ---------------------------------- |
| NAME             | Fujiwara no Morosuke               |
| ALTERNATIVNAMEN  | Kujō Morosuke                      |
| KURZBESCHREIBUNG | Gründer des Familienclans der Kujo |
| GEBURTSDATUM     | 908                                |
| STERBEDATUM      | 960                                |